# Events (Zeitschrift)
events – Das Management-Magazin für Live-Kommunikation ist eine der führenden europäischen Kommunikationsplattformen für intelligente Inszenierungen, Fachinformationen, Hintergrundwissen und Meinungsbildung im Veranstaltungsmanagement. Das unabhängige Fachmagazin wendet sich mit einer Druckauflage von 10.750 Exemplaren vier Mal pro Jahr an Entscheidungsträger im In- und Ausland, Vorbereiter der Meetings- & Event-Industry sowie Multiplikatoren für das Veranstaltungsgeschäft, wie deutschsprachige Incentive-Agenturen und internationale Verbände.
Inhaltliche Schwerpunkte sind die kritische Auseinandersetzung mit globalen Marketingtrends und Branchenthemen sowie die Vorstellung von außergewöhnlichen Konferenz-Destinationen und Veranstaltungs-Locations. events ist Mitglied in allen wichtigen Verbänden der Branche (ICCA, EVVC, GCB, VDVO).
Das Events Magazin wurden zum 31. Dezember 2020 mit ihren Schwestermagazin Event Partner verschmolzen. Zukünftig wird die gesamte Bandbreite der Live-Kommunikation unter dem Dach von Event Partner gebündelt.